# بيني سيمز
بيني سيمز (بالإنجليزية: Benny Sims)‏ هو عازف كمان ‏ وكاتب أغاني أمريكي، ولد في 1924 في مقاطعة سيفير في الولايات المتحدة، وتوفي في 1995 في جونسون سيتي في الولايات المتحدة.

## وصلات خارجية
- بيني سيمز على موقع ميوزك برينز (الإنجليزية)
- بيني سيمز على موقع ديسكوغز (الإنجليزية)